# Filobasidiella lutea
Filobasidiella lutea är en svampart som beskrevs av P. Roberts 1997. Filobasidiella lutea ingår i släktet Filobasidiella och familjen Tremellaceae.   Inga underarter finns listade i Catalogue of Life.